# Dantola
Dantola (nep. दन्तोला) – gaun wikas samiti w zachodniej części Nepalu w strefie Seti w dystrykcie Bajhang. Według nepalskiego spisu powszechnego z 2011 roku liczył on 547 gospodarstw domowych i 3156 mieszkańców (1624 kobiety i 1532 mężczyzn).